# Аккумулятор давления
Аккумулятор давления — элемент ракетного двигателя в виде баллона высокого давления или газогенератора, в котором содержится (под давлением не более 35 МПа) или генерируется газообразный агент (обычно — азотный, инертный или воздушный) для различных нужд. Как правило, процесс генерации осуществляется за счёт сгорания жидкого топлива (жидкостный аккумулятор давления) или порохового заряда (пороховой аккумулятор давления); продукты горения могут быть использованы для инициирования работы пневмоавтоматики, наддува топливных баков и пусковых бачков, обеспечения подачи топлива в двигатель, разнообразных продувок и т. п.